# Anomis maxima
Anomis maxima là một loài bướm đêm trong họ Erebidae.